# Josef Ezr
Josef Ezr (31. října 1923 – 2. listopadu 2013) byl československý basketbalista, mistr Evropy a účastník dvojích olympijských her. Po skončení kariéry zůstal v basketbalovém prostředí jako trenér a jako funkcionář.

## Sportovní kariéra
Od příchodu do Sparty Praha se stal jeho oporou a v jeho barvách získal pět druhých míst v mistrovství Československa a v závěru kariéry v roce 1960 mistrovský titul. Prosadil se i do reprezentace a v roce 1946 na evropském šampionátu v Ženevě získal zlatou medaili. O rok později na šampionátu v Praze skončil československý tým s Ezrem na druhém místě. Startoval na Letních olympijských hrách 1948 v Londýně a o čtyři roky později na olympiádě v Helsinkách, kde reprezentace obsadila sedmé, respektive deváté místo.
V roce 1952 vystudoval právnickou fakultu a zároveň se stal předsedou oddílu basketbalu v klubu Sparta Praha, kterým zůstal až do roku 1990, tedy 38 let. Nastoupil také na trenérskou dráhu, nejprve u žen Sparty Praha (v roce 1953 získaly pod jeho vedením československý titul) a poté u mužů, které dovedl k titulu jako hrající trenér v roce 1960. O dva roky později byl trenérem juniorské reprezentace Československa, která získala titul mistrů Evropy v Janově. Od roku 1971 vedl družstvo dorostenek Sparty, které sedmkrát vyhrálo přebor republiky.
Jeho manželkou byla basketbalistka Hana Ezrová.
V roce 2004 byl uveden do Síně slávy českého basketbalu.

### Hráčská
klub
- 1942–48 Slavia Praha
- 1948–61 Sparta Praha (mistr Československa 1960, 5× 2. místo 1948/9, 1949/50, 1950/51, 1951, 1955/56)

reprezentace
- 40 utkání za Československo (1946–53)

úspěchy
- mistr Evropy 1946 (Ženeva)
- vicemistr Evropy 1947 (Praha)
- 1. místo na Akademickém Mistrovství světa 1947 (Paříž)
- účastník Olympijských her 1948 (Londýn 7. místo) a OH 1952 (Helsinky 9. místo)

### Trenérská
klub
- 1 sezóna 1952/53 Sparta Praha ženy (mistr republiky 1953)
- 11 sezón 1952–1962 Sparta Praha muži (mistr republiky 1960, 3× 2. místo 1956,1959,1961, 2× 3. místo 1957,1962)
- 8 sezón 1971–1979 Sparta Praha dorostenky (7× přeborník republiky)

reprezentace
- mistr Evropy s juniory Československa (1962, Janov, Itálie)

### Funkcionářská

#### Československo
- 1952–1990 Sparta Praha, předseda oddílu basketbalu